# Tim Klinger
Pour les articles homonymes, voir Klinger.
Tim Klinger, né le 22 septembre 1984 à Wuppertal, est un coureur cycliste allemand.

## Biographie
Tim Klinger a été coureur cycliste de 2005 à 2008. Il a pris sa retraite sportive au début de l'année 2009 à l'âge de seulement 24 ans dégouté par le dopage et par l'attitude des médias allemands. Il devient pilote de ligne.

## Palmarès
- 2006
  - 3e du Istrian Spring Trophy

## Résultats sur les grands tours

### Tour d'Italie
- 2007 : abandon 12e étape

### Tour d'Espagne
- 2007 : 100e